# NGC 550
NGC 550 este o galaxie spirală situată în constelația Balena. A fost descoperită în 8 octombrie 1785 de către William Herschel.